# Charlotte Steinbrucker
Charlotte Steinbrucker, geborene Mueller, (* 2. Juni 1886 in Insterburg/Ostpreußen; † 8. April 1965 in Berlin) war eine deutsche Kunsthistorikerin.

## Leben

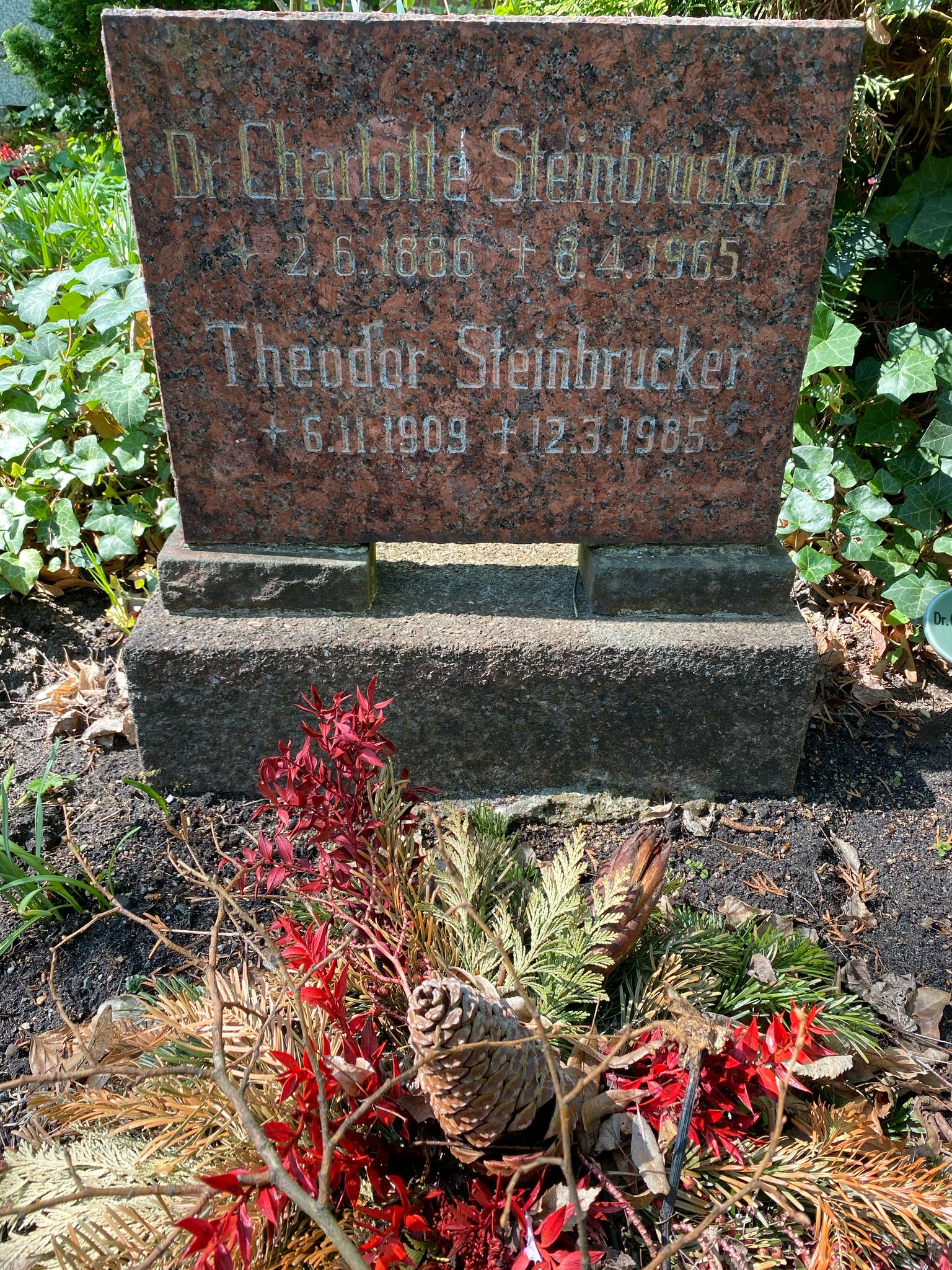
Grabstätte auf dem Friedhof Schöneberg III

Sie besuchte zunächst das Lehrerinnenseminar in Königsberg und studierte dann Kunstgeschichte, Germanistik und Philosophie an den Universitäten Berlin und Heidelberg. Verheiratet war sie mit dem in Berlin tätigen Architekten Franz Peter Steinbrucker (1874–1918). Sie wurde 1914 in Berlin mit einer Arbeit über Lavaters Physiognomische Fragmente im Verhältnis zur bildenden Kunst promoviert. Am 4. September 1918 starb ihr Ehemann nach längerer Krankheit im Alter von nur 44 Jahren, sie blieb mit einem damals 9 Jahre alten Sohn zurück. Sie arbeitete danach bei den Staatlichen Museen (1921–1925), der Preußischen Staatsbibliothek (1926), dem Rauch-Schinkel-Museum (1927) und wurde vereidigte Sachverständige am Kammergericht. Ab dieser Zeit publizierte sie zahlreiche Beiträge für Kunstzeitschriften und kleine Monographien. Von 1939 bis 1946 war sie Mitarbeiterin der Reichstauschstelle, die sich im Gebäude der Preußischen Staatsbibliothek Unter den Linden befand.
Ihre wichtigsten Publikationen galten dem Briefwechsel des Kupferstechers Daniel Chodowiecki. 
Charlotte Steinbrucker ruht auf dem Friedhof Schöneberg III an der Stubenrauchstraße. 

## Veröffentlichungen (Auswahl)
- Lavaters Physiognomische Fragmente im Verhältnis zur bildenden Kunst. Borngräber, Berlin 1915 (Dissertation).
- Daniel Chodowiecki, Briefwechsel zwischen ihm und seinen Zeitgenossen. Band 1: 1726–1801. Duncker, Berlin 1919 (Digitalisat).
- Briefe Daniel Chodowieckis an Anton Graff. Vereinigung wissenschaftlicher Verleger, Berlin/Leipzig 1921.
- Lindenholzschnitzereien von Aubert Joseph Parent (1753–1835) im Berliner Schlossmuseum. In: Anzeiger für schweizerische Altertumskunde, N.F., 28 (1926), Heft 3, S. 190–192. (Digitalisat in E-Periodica).
- Briefe Daniel Chodowieckis an die Gräfin Christiane von Solms-Laubach (= Studien zur deutschen Kunstgeschichte Heft 250). Heitz, Straßburg 1928.
- Pariser Bildteppiche. In: Der Kunstwanderer 11/12 (1929/1930) (April), S. 283–285.
- Bildende Künstler deutscher Abstammung in den Vereinigten Staaten von Amerika. Gutsch, Karlsruhe 1937.
- Von deutschen Bildteppichen. Eine Übersicht der Geschichte der deutschen Bildteppichkunst von der romanischen Zeit bis in die Gegenwart. Gutsch, Karlsruhe 1937.
- Deutsche Stoffe. Leinen, Wolle, Seide. Gutsch, Karlsruhe 1938.
- Carl Friedrich Schinkel. Ein Verzeichnis seiner Denkmalsentwürfe. Burg an der Wupper, Nieder-Rheinischer Verlag, Burg an der Wupper 1939.
- Das Spielzeug im Wandel der Jahrhunderte. Berlin 1939.
- Bildteppich (Bildwirkerei, Gobelin). In: Reallexikon zur Deutschen Kunstgeschichte. Band 2, 1940, Sp. 707–740 (rdklabor.de).
- Deutsche Spitzenkunst. Nieder-Rheinischer Verlag, Burg an der Wupper 1940.
- Die Kunst unserer Ahnen. Nieder-Rheinischer Verlag, Burg an der Wupper 1941.